# Șostakiv (Verhivsk), Rivne
Șostakiv (în ucraineană Шостаків) este un sat în comuna Verhivsk din raionul Rivne, regiunea Rivne, Ucraina.

## Demografie
Componența lingvistică a localității Șostakiv
     Ucraineană (99,21%)
     Alte limbi (0,79%)
Conform recensământului din 2001, majoritatea populației localității Șostakiv era vorbitoare de ucraineană (99,21%), existând în minoritate și vorbitori de alte limbi.